# Metropolia di Neapoli e Stavroupoli

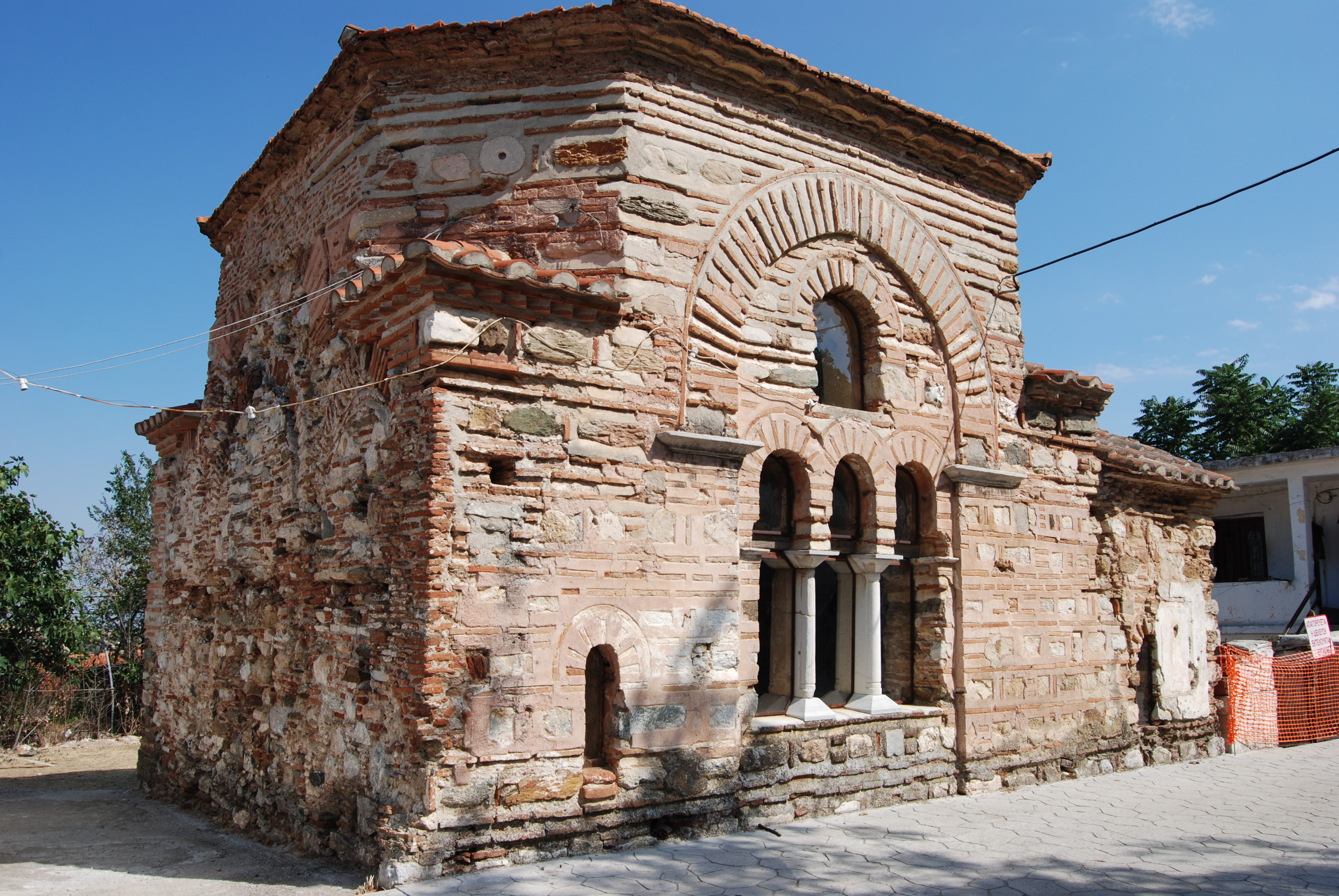
La chiesa del monastero della trasfigurazione di Chortiatis.

La metropolia di Neapoli e Stavroupoli (in greco: Ιερά Μητρόπολις Νεαπόλεως και Σταυρουπόλεως; Ierá Mitrópolīs Neapóleos kai Stauroupóleos) è una diocesi del patriarcato ecumenico di Costantinopoli, pastoralmente affidata alla Chiesa di Grecia, con sede a Neapoli, nella Macedonia Centrale, dove si trova la cattedrale metropolitana di San Giovanni il precursore.
Dal 10 ottobre 2004 il metropolita è Barnaba Tiris.

## Territorio
La metropolia si trova nell'unità periferica di Salonicco nella Macedonia Centrale e comprende i quartieri e la periferia occidentale di Salonicco.
Sede del metropolita è la città di Neapoli, dove si trova la cattedrale metropolitana di San Giovanni il precursore.
La metropolia comprende 45 parrocchie e 3 monasteri, 1 maschile e 2 femminili.
Dal punto di vista canonico, la metropolia fa parte del patriarcato ecumenico di Costantinopoli. Tuttavia, trovandosi in territorio greco, la gestione pastorale è affidata alle cure dell'arcivescovo di Atene e della Chiesa di Grecia.

## Storia
La metropolia è stata eretta dal Santo Sinodo della Chiesa di Grecia nel 1974 e civilmente istituita con decreto legislativo del Governo greco del 16 aprile 1974.
L'aumento della popolazione di Salonicco portò alla decisione di creare due nuove metropolie, quella di Nea Krini e Kalamaria nella parte orientale della città, e quella di Neapoli e Stavroupoli nella periferia occidentale.
I lavori di costruzione della cattedrale, dedicata a San Giovanni Battista, sono iniziati nel 1983; la chiesa è stata dichiarata cattedrale della metropolia nel 2004 dall'arcivescovo di Atene Cristodulo.

## Cronotassi
- Dionisio Ladopoulos † (26 maggio 1974 - 25 agosto 2004 dimesso)
- Barnaba Tiris, dal 10 ottobre 2004